# Josef Moosbrugger (Politiker)

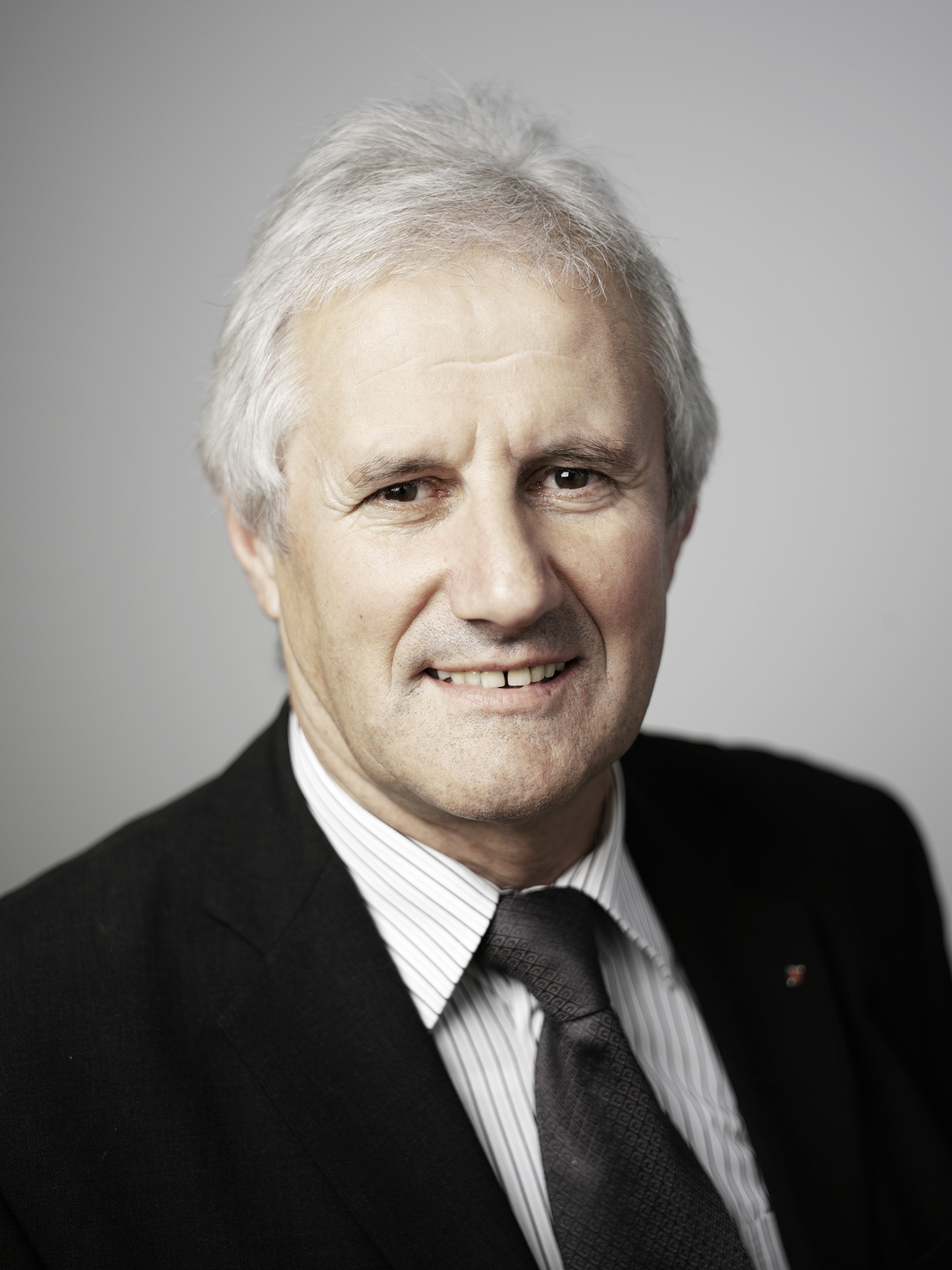
Josef Moosbrugger (2010)

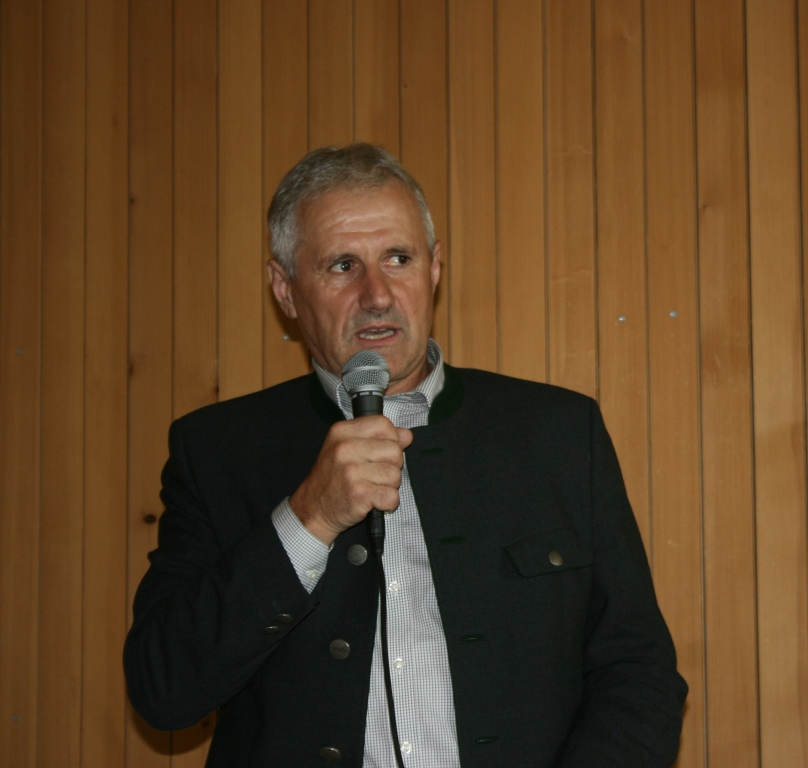
Josef Moosbrugger

Josef Moosbrugger (* 27. August 1950 in Bizau) ist ein österreichischer Landespolitiker (ÖVP) im Bundesland Vorarlberg. Er war von 2003 bis 2014 Abgeordneter zum Vorarlberger Landtag sowie von 1995 bis 2010 Bürgermeister seiner Heimatgemeinde Bizau im Bregenzerwald.
Moosbrugger ist hauptberuflicher Landwirt. Er ist verheiratet, hat 3 Kinder und wohnt in Bizau.

## Politische Karriere
Am 1. Jänner 2003 wurde Josef Moosbrugger erstmals als Abgeordneter zum Vorarlberger Landtag angelobt. Für die ÖVP-Fraktion übernahm er im Landtag der 29. Legislaturperiode die Funktion des Bereichssprechers für Sicherheit und Gemeindepolitik. Weiters war der gelernte Landwirt stellvertretender Obmann des Landwirtschaftlichen Ausschusses sowie Mitglied im Finanzausschuss, im Kultur- und Bildungsausschuss, im Rechtsausschuss und im Volksanwaltsausschuss. Im Vorfeld der Landtagswahl 2014 kündigte Moosbrugger an, nicht mehr für den Landtag zu kandidieren, weshalb er mit der Angelobung der neuen Landtagsabgeordneten am 15. Oktober 2014 aus dem Landtag ausschied.
Seit dem Jahr 1995 war Moosbrugger zudem als Bürgermeister seiner Heimatgemeinde Bizau tätig. Im Vorfeld der Gemeindevertretungs- und Bürgermeisterwahlen in Vorarlberg 2010 kündigte er jedoch an, nicht mehr für das Amt des Bizauer Bürgermeisters kandidieren zu wollen. 25 Jahre Gemeindearbeit, davon 15 als Bürgermeister seien seiner Ansicht nach genug, meinte Moosbrugger in einem Interview. Die anschließende Suche nach einem Nachfolger gestaltete sich aber schwierig. Am 8. April 2010 wurde schließlich Josef Bischofberger zum Bürgermeister der Gemeinde Bizau gewählt.
Am 27. April 2010 erhielt Josef Moosbrugger das Große Verdienstzeichen des Landes Vorarlberg.